# Пендлтон, Джордж Хант
Джордж Хант Пендлтон (1825—1889) — американский политик и юрист, сенатор США от штата Огайо, член Демократической партии США. Получил прозвище «Джентльмен Джордж» за свою манеру поведения. Был кандидатом на пост вице-президента США во время гражданской войны в 1864 году.
Он хорошо известен как главный автор Закона об организации Гражданской (то есть государственной) Службы 1883 года, получившего название «Закон Пендлтона».

## Биография
Пендлтон родился 19 июля 1825 года в Цинцинати, штат Огайо, в семье юриста и конгрессмена США от штата Огайо Натаниэля Грин Пендлтона. Его дед, Натаниэль Пендлтон, служил офицером в штабе генерала Джорджа Вашингтона во время войны, а позднее был судьей в окружном суде Соединённых Штатов.
Джордж Пендлтон обучался в местных школах, а затем в Колледже Цинцинати. Окончив колледж в 1841, изучал юриспруденцию в Гейдельбергском университете в Германии. Получив диплом, был принят в коллегию юристов в 1847 году и начал практику в Цинцинати. Женился на Алисе Кей, дочери известного американского юриста Фрэнсиса Скотта Кея.
Пендлтон — член сената штата Огайо с 1854 по 1856 год. В 1854 принимал участие в выборах в 34-й Конгресс США, но безуспешно.
В 1857 году был избран от Демократической партии в 35-й Конгресс, а также переизбирался на трёх последующих конгрессах вплоть до 1865 года. Пендлтон был известен как ведущий антивоенный демократ (Copperhead) и выступал за мир с Конфедерацией против политического курса Линкольна.
Пендлтон был одним из руководителей Палаты представителей в 1862 для проведения процедуры импичмента в отношении Вест Н. Хамфриса, окружного судьи штата Теннесси. Он был лидером фракции мира от Демократической партии и имел тесные связи с демократами из Союза северных штатов, выступавших против гражданской войны.

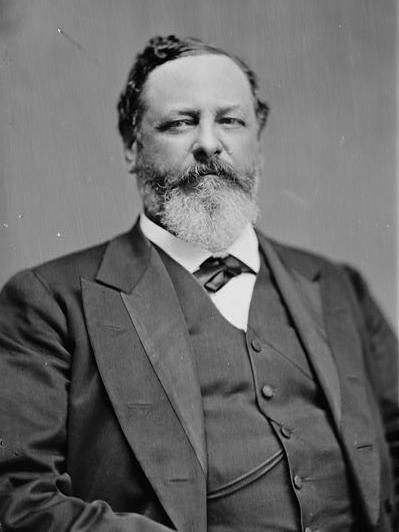

Пендлтон принимал участие в президентских выборах 1864 года на пост вице-президента вместе с Джорджем Б. Макклеланом (сторонником продолжения войны). Их оппонентами были Авраам Линкольн (на пост президента) и Эндрю Джонсон (на пост вице-президента). Макклелан и Пендлтон проиграли, набрав около 45 % голосов. В том же году Пендлтон даже не был переизбран в Конгресс.
После войны он выступал против Тринадцатой поправки к Конституции США и Акта о гражданских правах 1866 года.
Пендлтон также не мог быть избран в 40-й Конгресс США. Претендовал на номинацию в президенты от Демократической партии в 1868 году, был близок к победе, но проиграл Горацио Сеймуру. Затем был неудачным кандидатом от демократов на пост Губернатора штата Огайо в 1869 году, проиграв выборы Резерфорду Б. Хейзу.

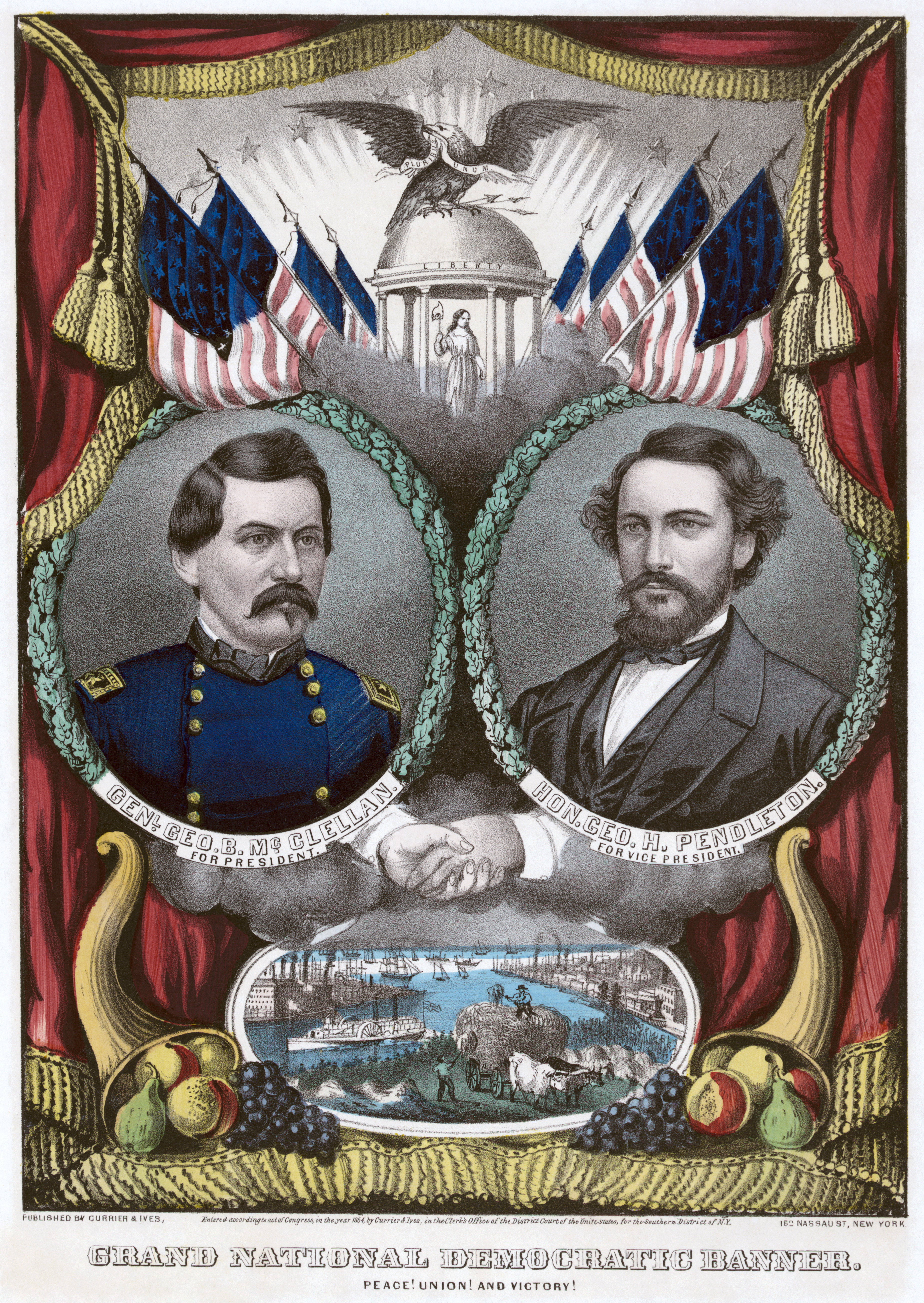
Джордж Макклелан и Джордж Пендлтон на плакате кандидатов от Демократической партии

Он временно покинул политику, вернулся к адвокатской практике и стал президентом Центральной Железнодорожной Компании Кентукки, проработав в этой должности до тех пор, пока не был избран в сенат США от демократов в 1879 году.
Проработал в сенате с 1879 по 1885 годы. За это время провёл закон о Гражданской Службе, который стал своего рода реакцией на убийство президента США Джеймса А.Гарфилда.
В 1885 году был назначен президентом Гровером Кливлендом чрезвычайным послом и полномочным представителем США в Германской империи. Умер 24 ноября 1889 года в Брюсселе, Бельгия, и был похоронен на кладбище Spring Grove Cemetery в Цинцинати, Огайо.
Город Пендлтон в штате Орегон назван в его честь. Его дом в Цинцинати является историческим памятником и был внесён в национальный регистр исторических мест в 1966 году.